# GeoVin
GeoVin es un proyecto de ciencia abierta y participativa o ciudadana que tiene como objetivo el monitoreo de poblaciones de especies de vinchucas.
Fue diseñado por investigadores del Consejo Nacional de Investigaciones Científicas y Técnicas (CONICET) y de la Universidad Nacional de La Plata pertenecientes al Centro de Estudios Parasitológicos y de Vectores (CEPAVE) y al Instituto de Limnología Dr. Raúl A. Ringuelet (ILPLA).

## Historia
GeoVin comenzó a desarrollarse en 2017, como consecuencia de la falta de información completa y sistematizada sobre la distribución geográfica de vinchucas en el Argentina. Surgió de la necesidad de generar una herramienta novedosa que reuniera los datos faltantes, pero que además, sirviera para que la población en general tuviera acceso a esa información y pudiera aportar a las investigaciones vigentes. En ese año, se conformó el equipo de trabajo orientado a posicionarse dentro de la ciencia ciudadana con el objetivo de recopilar esta información a partir de la contribución de personas no necesariamente científicas o científicos profesionales. En 2018 se lanzó la aplicación para ser utilizada tanto en celulares con Android como desde el sitio web.

## Aplicación GeoVin
Para usarla se debe ingresar a la aplicación o sitio web, registrarse como usuaria/o y enviar fotos del insecto encontrado. Luego son evaluadas por el equipo de expertos para determinar si se trata de una vinchuca; en caso de serlo se le indica a la persona cómo tratar la situación y se pone en contacto con centros de referencia de su localidad.
La aplicación genera un mapa geográfico dinámico donde se pueden visualizar los hallazgos de todas las personas que contribuyen, mostrando las distribuciones geográficas actualizadas de cada especie de triatominos en Argentina. Además, se refleja allí información histórica sobre la temática obtenida de publicaciones científicas, datos de profesionales colegas y datos del Laboratorio de Triatominos del Centro de Estudios Parasitológicos y de Vectores (CEPAVE), espacio al que pertenecen las y los integrantes del equipo GeoVin.